# Albersdorf (Thuringe)
Pour les articles homonymes, voir Albersdorf.
Albersdorf est une commune allemande de l'arrondissement de Saale-Holzland, Land de Thuringe.

## Géographie
Albersdorf se situe au sein du Thüringer Holzland.

## Histoire
Albersdorf est mentionné pour la première fois en 1191.

## Source, notes et références
- (de) Cet article est partiellement ou en totalité issu de l’article de Wikipédia en allemand intitulé « Albersdorf (Thüringen) » (voir la liste des auteurs).